# Pseudodistomidae
Famille
Les Pseudodistomidae sont une famille de tuniciers de l'ordre des Aplousobranchia.

## Liste des genres
Selon World Register of Marine Species (18 décembre 2015) :
- genre Anadistoma Kott, 1992 -- 1 espèce
- genre Citorclinum Monniot & Millar, 1988 -- 1 espèce
- genre Pseudodistoma Michaelsen, 1924 -- 31 espèces